# Institut de recherche sur l'histoire du syndicalisme enseignant dans le second degré
L'Institut de recherche sur l'histoire du syndicalisme enseignant dans le second degré (IRHSES) est un institut français de recherche, créé en 1986, à l'initiative du SNES, avec une triple vocation : 
- la conservation des archives du syndicalisme du second degré français[1] ;
- la formation syndicale ;
- la production d'études.

L'institut a travaillé sur des sujets multiples et réuni une documentation très importante. Il a noué des contacts avec des instituts similaires, participé à des séances d'auditions de témoins ou de comptes rendus de recherches, animé des séminaires de l'Institut de recherches de la FSU, et apporté son concours au Dictionnaire biographique des militants du mouvement ouvrier.
L'IRHSES a, dans ses locaux à Paris 13e, une bibliothèque ouverte à tous, qui comporte environ 3 500 ouvrages sur l'histoire du syndicalisme enseignant ainsi que des archives et des collections de revues syndicales, comme L'Université syndicaliste ([L'US. L'Université syndicaliste classique moderne technique]), créée en 1928.